# 小行星4841
小行星4841（4841 Manjiro）是一颗围绕太阳公转的小行星。1989年10月28日，關勉在藝西天文台发现了此天体。
該小行星以日本翻譯家、教育家約翰萬次郎命名。
这颗小行星的绝对星等为288.2023015118795等。